# 720
Glej tudi: število 720
720 (DCCXX) je bilo prestopno leto, ki se je po julijanskem koledarju začelo na ponedeljek.

## Dogodki
- Arabci prestopijo Pireneje in vdrejo v Francijo.
- Slovani se naselijo v Beneški Sloveniji in Goriških brdih.

## Smrti
- 5. februar - Omar ibn Hubajra al-Fazari, omajadski general (* ok.  680)